# Cumanotus
Cumanotidae
Famille
Genre
Cumanotus est un genre de mollusques nudibranches de la famille des Cumanotidae. 

## Historique
Le genre est décrit par Nils Hjalmar Odhner en 1907,.

## Liste d'espèces
Selon World Register of Marine Species (14 mars 2016) :
- Cumanotus beaumonti (Eliot, 1906)
- Cumanotus cuenoti Pruvot-Fol, 1948
- Cumanotus fernaldi Thompson & Brown, 1984